# Keiko Etō
Keiko Etō (jap. 衛藤 恵子, Etō Keiko; * 11. Januar 1953 in Miyazaki, Japan; † Juli 2021) war eine japanische Komponistin und Sängerin.

## Leben
Sie studierte zuerst Gesang und ab 1979 bei Heinrich Gattermeyer und Robert Schollum Komposition an der Universität für Musik und darstellende Kunst Wien. 1987 gab sie ihr erstes Portraitkonzert in Wien und schloss ihr Studium ab.
Ein weiteres Studium bei Erich Urbanner schloss sie 1996 mit einem Magistertitel ab.
Keiko Etō war Verwaltungsdirektorin des Komponistenverbandes Kyūshū/Okinawa. Sie organisierte ein Festival für zeitgenössische Musik. Stilistisch ist sie der Neuen Wiener Schule zuzuordnen.

## Werke
- Wien kara no Tayori (ウィーンからの便り) für Saxophone und Streichquartett (1987)
- KAGURA für Orchester (1994)
- Furusato Omou (ふるさとを想う) für 4 Klaviere (2000)
- Atashi no Me, Mein Auge (私の目 Mein Auge) Mezzosopran und Klavier (2002)
- Ensōkaiyō Sakuhin: Konzertstück (演奏会用作品: Konzertstück) für Streichquartett (2002)
- Ensōkaiyō Sakuhin: Konzertstück (演奏会用作品: Konzertstück) für Flöte (2003)
- Futatsu no Kakyoku (二つの花曲) für Klavier (2003) JFC: Musikverlag